# Neslovice
Neslovice (en allemand : Neßlowitz) est une commune du district de Brno-Campagne, dans la région de Moravie-du-Sud, en République tchèque. Sa population s'élevait à 957 habitants en 2020.

## Géographie
Neslovice se trouve à 4 km à l'est-nord-est d'Ivančice, à 16 km au sud-ouest de Brno et à 180 km au sud-est de Prague.
La commune est limitée par Kratochvilka au nord, par Tetčice à l'est, par Hlína et Ivančice au sud, et par Oslavany et Zbýšov à l'ouest.

## Histoire
La première mention écrite de la localité date de 1342.